# Giro del Veneto 1939
Il Giro del Veneto 1939, sedicesima edizione della corsa, si svolse il 2 luglio 1939 su un percorso di 230 km con partenza e arrivo a Padova. Fu vinto dall'italiano Adolfo Leoni, che completò il percorso in 7h27'00" precedendo i connazionali Walter Generati e Adriano Vignoli. Conclusero la prova 20 dei 25 ciclisti al via.

## Percorso
Dopo il via da Padova, il percorso risalì il Brenta, con transito da Bassano del Grappa, fino all'imbocco della Valsugana; da Primolano, superata la salita di Enego, si giunse sull'altopiano dei Sette Comuni, cui seguì il transito da Asiago e, dopo la discesa lungo la Via del Costo, da Caltrano, Thiene, Vicenza (km 165) e Ponte di Nanto. Superati Vo' e l'ultima asperità a Castelnuovo (sui Colli Euganei), il percorso si concluse sulla pista in cemento del Velodromo Giovanni Monti di Padova.

## Ordine d'arrivo (Top 10)
| Pos. | Corridore         | Squadra    | Tempo    |
| ---- | ----------------- | ---------- | -------- |
| 1    | Adolfo Leoni      | Bianchi    | 7h27'00" |
| 2    | Walter Generati   | Lygie      | s.t.     |
| 3    | Adriano Vignoli   | Lygie      | s.t.     |
| 4    | Giordano Cottur   | Lygie      | a 20"    |
| 5    | Giovanni Boffo    | G. Cantore | s.t.     |
| 6    | Vasco Bergamaschi | Bianchi    | s.t.     |
| 7    | Attilio Masarati  | Lygie      | s.t.     |
| 8    | Oreste Sartori    | Ganna      | s.t.     |
| 9    | Mario Ricci       | Maino      | s.t.     |
| 10   | Settimio Simonini | Maino      | s.t.     |